# تيتو دافيسون
تيتو دافيسون (بالإسبانية: Tito Davison)‏ هو كاتب سيناريو ومخرج وممثل مكسيكي، ولد في 14 نوفمبر 1912 في تشيلي، وتوفي في 21 مارس 1985 بمدينة مكسيكو في المكسيك.

## وصلات خارجية
- تيتو دافيسون على موقع IMDb (الإنجليزية)
- تيتو دافيسون على موقع ألو سيني (الفرنسية)
- تيتو دافيسون على موقع أول موفي (الإنجليزية)
- تيتو دافيسون على موقع قاعدة بيانات الأفلام السويدية (السويدية)
- تيتو دافيسون على موقع قاعدة بيانات الفيلم (الإنجليزية)
- تيتو دافيسون على موقع كينوبويسك (الروسية)